# Barbara Giuranna
Elena Barbara Giuranna (18 novembre 1899 – 31 juillet 1998) est une compositrice et pianiste italienne.

## Biographie
Née à Palerme, en Italie, elle étudie le piano au conservatoire de Palerme avec Guido Alberto Fano. Elle étudie ensuite la composition au conservatoire de Naples avec Camillo De Nardis et Antonio Savasta. Elle continue ses études de composition au conservatoire de Milan avec Giorgio Federico Ghedini.
Après avoir terminé ses études, elle enseigne au conservatoire de Rome 1937 à 1970 et est éditrice de musique du XVIIIe siècle. Elle est consultante sur le sujet de la musique pour la RAI à Rome de 1948 à 1956. Elle est élue membre de l'Accademia Nazionale di Santa Cecilia en 1982. Elle meurt à Rome,.

## Œuvre
- La trappola d’oro (ballet), 1929
- Jamanto (op, 3, Giuranna), opéra 1941
- Mayerling (op, 3, V. Viviani), Naples, S Carlo, 1960
- Hosanna (op, 1, C. Pinelli), Palermo, Massimo, 1940
- 3 canti alla Vergine, soprano, chœur de femmes, petit orchestre, 1949
- Missa sinite parvulos, chœur d'enfants, harpe, orgue, 1992
- Notturno, 1923
- Apina rapita dai nani della montagna, suite d'après A. France, petit orchestre, 1924
- Marionette, 1927
- X legio (Tenth Legion), Poema eroico per grande orchestra, 1936
- Toccata pour orchestre, 1937
- Patria 1938
- Concerto pour orchestre no.1, 1942
- Episodi, vents, cuivres, timbales, piano, 1942
- Concerto pour orchestre no.2, 1965
- Musica per Olivia, pour petit orchestre, 1970
- Adagio e Allegro da concerto, 9 instruments, 1935
- Sonatina, piano, 1935
- Toccata, piano, 1937
- Sonatina, harpe, 1941
- Solo per viola', 1982